# Thunderbolt (U-Boot)
Die HMS Thunderbolt (Kennung: N25) (ex Thetis) war ein U-Boot der britischen Royal Navy. Das Kriegsschiff lief 1938 mit dem Namen Thetis vom Stapel und ging 1939 bei seiner ersten Testfahrt unter. Das U-Boot wurde später gehoben, wieder flott gemacht und 1940 mit dem Namen Thunderbolt in Dienst gestellt. Das U-Boot wurde im Zweiten Weltkrieg hauptsächlich im Mittelmeer eingesetzt und ging 1943 verloren.

## Einsatzgeschichte

### AlsThetis

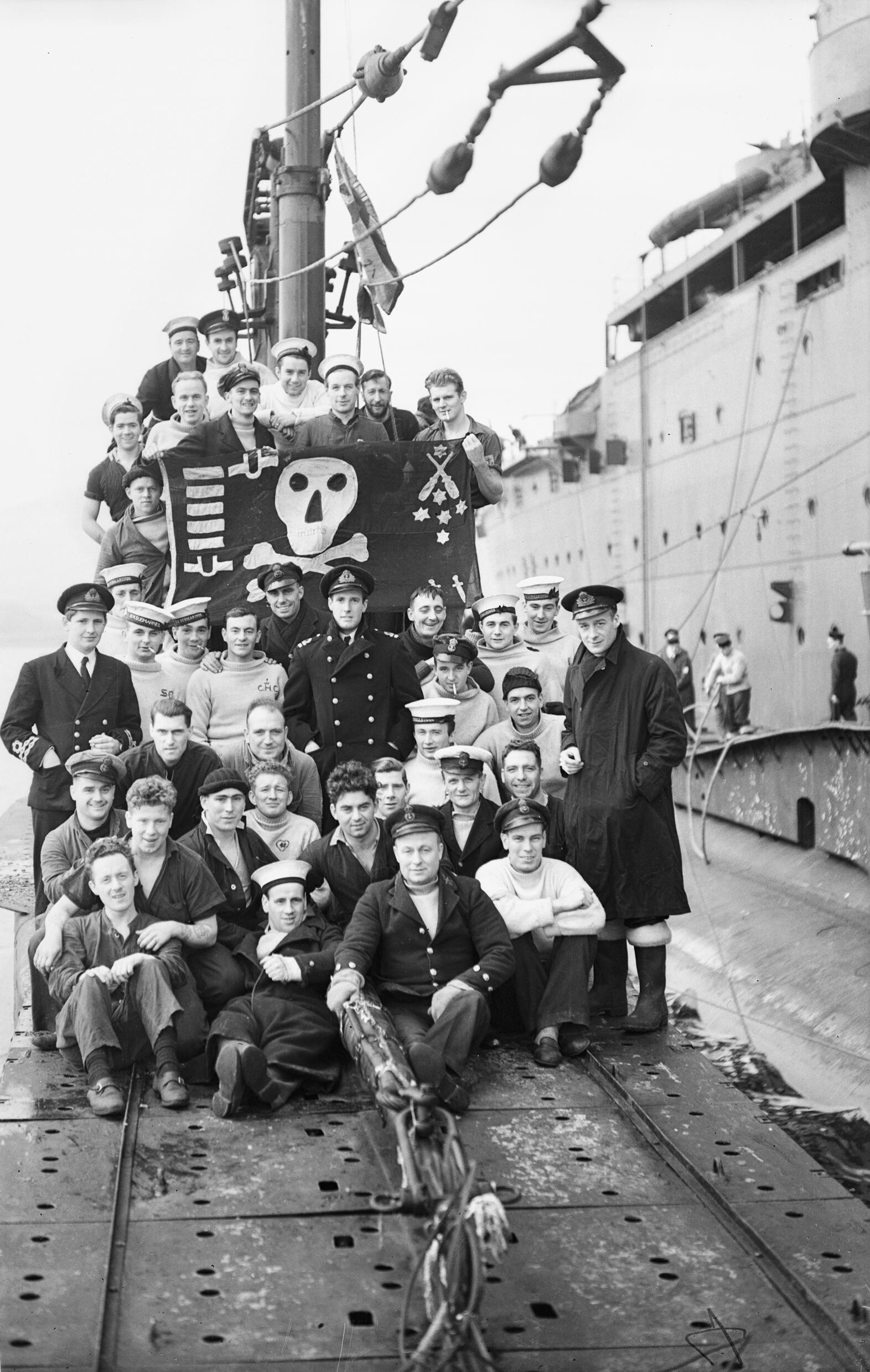
Thunderbolt 1942

Das U-Boot lief 1938 als Thetis auf der Werft Cammell, Laird & Company als zweite Einheit der damals neuesten und modernsten britischen Hochseeboot-Klasse vom Stapel.
Am Morgen des 1. Juni 1939 verließ die Thetis Birkenhead, um in der Mündung des River Mersey ihre ersten Tauchtests durchzuführen. An Bord befanden sich neben der normalen Besatzung mehrere Kommandanten anderer älterer U-Boote, die sich von der Leistungsfähigkeit des Neubaus überzeugen wollten. Dazu kamen über 30 Mitarbeiter der Werften Cammell, Laird & Co. und Vickers-Armstrong, ein Lotse und sogar zwei Stewards einer zivilen Catering-Firma. Insgesamt waren 103 Personen an Bord. Die nominelle Besatzung eines Triton-Bootes betrug eigentlich nur 62 Mann.
Nach mehrstündiger Überwasserfahrt signalisierte das U-Boot um 13:30 Uhr dem begleitenden Schlepper Grebecock, dass der erste Tauchtest unmittelbar bevorstehe und dass die „Passagiere“ an Bord bleiben wollten. Eigentlich sollten die Gäste vor der Tauchfahrt auf den Schlepper umsteigen.
Um 14 Uhr flutete die Thetis deutlich hörbar ihre Tauchzellen. Trotzdem blieb sie die nächste Stunde an der Oberfläche und hatte offensichtlich Probleme, abzutauchen. Um 14:58 Uhr verschwand sie dann in kürzester Zeit von der Oberfläche. Das unbewaffnete Boot hatte zu wenig Abtrieb. Deshalb entschied Kommandant Bolus, zur Trimmung die zwei leeren Bugtorpedorohre fünf und sechs als zusätzliche Abtriebshilfe zu fluten. Da dies immer noch nicht half, ließ er später die Geschwindigkeit erhöhen und stellte die Tiefenruder auf einen extremen Anstellwinkel.
Der Bugbesatzung war offensichtlich nicht bekannt, dass zwei Rohre geflutet waren, was direkt auf einen Produktionsfehler zurückzuführen war. Die Ladeluken der Torpedorohre waren mit kleinen Testventilen versehen, durch die bei Betätigung in geringem Maße Wasser eindringen konnte, so dass auch ohne komplizierte Messtechnik jederzeit erkennbar war, ob das Rohr geflutet war oder nicht. Auf der Werft wurde anscheinend vergessen, die Bohrungen für diese Ventile gesondert zu markieren, wodurch sie bei einem späteren Arbeitsschritt übermalt und mit der Farbe ungewollt versiegelt wurden. Unglücklicherweise testete die Bugbesatzung zeitgleich mit dem letzten Tauchversuch gerade Rohr fünf und versuchte, dessen klemmende innere Ladeluke zu öffnen. Da sie davon ausgingen, dass das Rohr trocken sei, öffneten sie es mit Gewalt. In Wahrheit klemmte der Verschluss der Luke wegen des Wasserdruckes im Torpedorohr. Als sich dann endlich die Luke öffnete, ergoss sich ein tonnenschwerer Wasserschwall in den Bugtorpedoraum. Warum die äußere Torpedoklappe vor Rohr 5 zur See geöffnet war, ist unbekannt:  Nach Aussage von Torpedooffizier Lt. Frederick Woods waren alle äußeren Klappen kaum 10 Minuten, bevor er die innere Klappe öffnete, in der Stellung "geschlossen". Möglicherweise ist dies auf die verwirrende Konstruktion der Anzeigen zurückzuführen: Sie waren in einer senkrechten Reihe angeordnet (2,1,4,3,6 und die 5 ganz unten). Die "geschlossen"-Anzeige von Rohr 5 könnte eine Spiegelung der darüberliegenden "6" gewesen sein.
Infolge des Wassereinbruches wurde das Boot extrem buglastig und sank unterstützt durch die erhöhte Geschwindigkeit und den Anstellwinkel der Tiefenruder mit steilem Winkel sehr schnell unkontrolliert ab. Die verzweifelten Bemühungen, die innere Ladeluke von Rohr fünf gegen den steigenden Wasserdruck wieder zu schließen, waren erfolglos. Nachdem die Bugspitze in 49 m Tiefe hart auf dem Grund aufgeschlagen war, fiel infolge der schweren Erschütterung u. a. die Beleuchtung aus. Die Bugbesatzung gab den sinnlos gewordenen Kampf auf und versuchte, sich in der Dunkelheit und Kälte hinter das nächste Schott zu retten. Auch die dortige Luke ließ sich nicht schließen. Die Männer konnten zunächst in die folgende Sektion entkommen, deren bugseitiger Zugang verschlossen werden konnte.
Die Thetis lag nun mit zwei gefluteten Sektionen auf Grund und hatte keine Chance mehr, sich aus eigener Kraft zu befreien. Das begleitende Schleppschiff war zum Zeitpunkt des Unfalles schon über eine Seemeile entfernt. An der Oberfläche war die prekäre Situation des Bootes nicht bekannt. Außerdem wäre der Schlepper für eine Bergungsoperation nicht geeignet gewesen. Als die Besatzung des Schleppers gegen 16 Uhr endlich einen Zwischenfall vermutete, wurde Hilfe angefordert. Inzwischen war die Grebecock über 4 Seemeilen von dem U-Boot entfernt, dessen genaue Position unbekannt war. Außerdem begann die Dämmerung, und die Sichtverhältnisse verschlechterten sich zusehends.
Das U-Boot war mit zwei Notausstiegsschleusen ausgestattet. Alle 103 Männer an Bord besaßen auch einen persönlichen Tauchretter. Der Luftvorrat war aufgrund der viel zu großen Besatzung nur für 18 Stunden ausreichend. Um die eigene Position an der Oberfläche sichtbar zu machen, wurden die achteren Tauchzellen angeblasen. Der 84 m lange Bootskörper richtete sich, wie geplant, in steilem Winkel auf. Anschließend ragte das Heck zirka sechs Meter aus dem Wasser, und der hintere Notausstieg befand sich in einer Wassertiefe von knapp sieben Metern. Da aber inzwischen die Dunkelheit hereingebrochen war, konnte nicht sofort ausgebootet werden. Aus der relativ geringen Tiefe wäre eine Ausstieg auch ohne Tauchretter und ohne die Dekompressionsprobleme jederzeit möglich gewesen. Im kalten Wasser hatten die Seeleute aber nur eine Überlebenschance, wenn sie schnell von einem Überwasserfahrzeug aufgenommen würden, ansonsten wären sie an der Oberfläche infolge der starken Strömung abgetrieben und in kurzer Zeit erfroren oder ertrunken.
Eine Stunde nach Sonnenaufgang des folgenden Tages entdeckte ein Aufklärungsflugzeug um 07:45 Uhr die aus dem Wasser ragende Thetis. Umgehend fuhren Rettungskräfte zu dem U-Boot und klopften an dem Druckkörper, um der Besatzung ihr Eintreffen zu signalisieren. Die Bedingungen an Bord waren nach 18 Stunden ohne Frischluftzufuhr extrem kritisch. Die Männer waren infolge der steigenden Kohlendioxid-Konzentration sehr schwach. Die meisten schliefen. Beim ersten Rettungsversuch wurde die Rettungsschleuse von zwei Seeleuten benutzt, die unbeschadet entkamen. Wegen der immer knapper werdenden Atemluft und der hohen Personenanzahl wurden beim zweiten Versuch gleich vier Mann ausgeschleust. Alle vier ertranken schon in der Schleuse, weshalb beim nächsten Versuch wieder nur zwei Mann ausstiegen, die die Oberfläche lebend erreichten.
Kohlendioxid in hoher Konzentration führt zu schweren Kopfschmerzen und Konzentrationsschwächen. Es ist anzunehmen, dass das der Grund ist, warum beim vierten und letzten Ausstiegsversuch der Besatzung ein fataler Fehler unterlief, als sowohl die innere als auch die äußere Luke der Ausstiegsschleuse gleichzeitig geöffnet wurden. Der folgende Wassereinbruch besiegelte das Schicksal der restlichen 99 Männer. Das Boot begann vollzulaufen. Der Druck der verbliebenen Luft erhöhte sich schlagartig. Vermutlich blieb dem Großteil der Opfer der Todeskampf des Ertrinkens erspart. Wahrscheinlich erstickten sie im Schlaf in kürzester Zeit und Minuten, bevor das Boot vollständig geflutet war, an den Folgen des gestiegenen Kohlendioxid-Partialdruckes. Die Thetis lief in wenigen Minuten voll und sank.
Nach mehreren Versuchen, bei denen ein Bergungstaucher den Tod fand, wurde das Wrack der Thetis am 2. September 1939 gehoben und an Land geschleppt. Die sterblichen Überreste der Besatzung wurden auf See bestattet. Der Untergang der Thetis zählt mit 99 Toten neben den Verlusten der Surcouf (1942, 130 Tote), Thresher (1963, 129 Tote), Kursk (2000, 118 Tote), Scorpion (1968, 99 Tote), K-129 (1968, 98 Tote) sowie der sogenannten „Schlacht bei der Insel May“ (1918, 105 Tote) zu den schwersten Unfällen der U-Boot-Geschichte.

### AlsThunderbolt
Die Thetis war in einem sehr schlechten Zustand. In Friedenszeiten wäre sie sicher verschrottet worden. Der Ausbruch des Zweiten Weltkrieges im September erzwang aber, alle Ressourcen zu bündeln und auch das Wrack der Thetis zu reaktivieren. Das U-Boot wurde in den folgenden Monaten überholt und erhielt den Namen Thunderbolt. Alle Verweise auf den bisherigen Namen, wie z. B. die Turmbeschriftung, wurden entfernt. Als wichtigste Modifikation wurden die Ladeluken der Torpedorohre mit einer Zusatzsicherung ausgestattet, so dass die Luken in zwei Schritten geöffnet werden mussten. Zuerst ließ sie sich nur einen Spalt breit öffnen und erst nach Betätigung eines weiteren Mechanismus komplett. Dieser „Thetis-clip“ wurde später auf vielen anderen britischen U-Booten ebenfalls eingeführt.
Die Thunderbolt wurde im Laufe des Jahres 1940 in Dienst gestellt. Ihre ersten Feindfahrten führten in die Nordsee und vor die französische Atlantikküste. Als ersten Kampferfolg versenkte sie am 15. Dezember 1940 in der Biskaya das italienische U-Boot Capitano Tarantini. Am 15. Juni 1941 versuchte Kommandant Crouch im Nordatlantik einen Angriff gegen das deutsche U-Boot U 557. Die Torpedos verfehlten aber ihr Ziel. Im Spätsommer 1941 verlegte das U-Boot in das Mittelmeer, wo es bis zu seinem Verlust mehrere Transportschiffe der Achsenmächte versenkte.
Im Januar 1943 transportierte die Thunderbolt gemeinsam mit der Trooper mehrere bemannte Torpedos vom Typ Chariot vor den Hafen von Palermo, wo der italienische leichte Kreuzer Ulpio Traiano vermint und versenkt wurde.
Am 12. März 1943 griff die Thunderbolt vor Cap San Vito einen großen italienischen Geleitzug an und versenkte den französischen Frachter Esterel. Die begleitende italienische Korvette Cigogna begann sofort mit der Jagd nach dem flüchtenden U-Boot. Der italienische Kommandant, Capitano di Corvetta Augusto Migliorini, besaß selber Einsatzerfahrungen auf U-Booten und erwies sich als hartnäckiger Gegner. Am Morgen des 14. März konnte er die Thunderbolt stellen und versenkte sie mit 24 Wasserbomben. Es gab keine Überlebenden.
Die Royal Navy erklärte das U-Boot am 28. März offiziell als vermisst und am 2. Juni 1943 als verloren.

## Kommandanten
- Lt.Cdr. Guy H. Bolus († 2. Juni 1939)
- Lt.Cdr. Cecil Bernard Crouch (* 26. November 1909; † 14. März 1943)[9]

## Kampferfolge
| Datum              | |
| ------------------ | --- |
| 15. Dezember 1940  | Das italienische U-Boot Capitano Tarantini wurde südwestlich der Gironde nahe Bordeaux bei 45° 25′ N, 1° 22′ W torpediert und versenkt.                    |
| 7. September 1941  | Der italienische Frachter Sirena (974 BRT) wurde 50 sm westlich von Bengasi (Libyen) torpediert und versenkt.                                              |
| 10. September 1941 | Das italienische Hilfspatrouillenboot V 224 / Svan I (388 BRT) wurde in der Großen Syrte mit dem Deckgeschütz versenkt.                                    |
| 11. September 1941 | Der deutsche Frachter Livorno (1829 BRT) wurde 35 sm west-süd-westlich von Bengasi bei 31° 58′ N, 19° 23′ O torpediert und versenkt.                       |
| 10. Oktober 1941   | Das italienische Segelschiff Citta di Simi (25 BRT) wurde 12 sm nordöstlich von Kap Sidero (Kreta) bei 35° 31′ N, 26° 25′ O mit dem Deckgeschütz versenkt. |
| 25. November 1941  | Das deutsche Segelschiff L VII (300 BRT) wurde vor Kythira mit dem Deckgeschütz versenkt.                                                                  |
| 2. Januar 1942     | Der italienische Frachter Anna Capano (1216 BRT) wurde vor Argostoli torpediert und beschädigt.                                                            |
| 4. Januar 1942     | Der italienische Hilfsminensucher R 195 / Nuovo San Pietro (32 BRT) wurde vor Kefalonia mit dem Bordgeschütz versenkt.                                     |
| 1. Februar 1942    | Der italienische Frachter Absirtea (4170 BRT) wurde 6 sm vor Kap Dukato bei 38° 40′ N, 20° 30′ O torpediert und versenkt.                                  |
| 13. Februar 1943   | Der italienische Hilfsminensucher No. 112 / Mafalda (364 BRT) wurde vor der kroatischen Insel Dugi Otok mit Bordartillerie versenkt.                       |
| 20. Februar 1943   | Ein italienisches Segelschiff wurde vor Bari mit dem Deckgeschütz versenkt.                                                                                |
| 12. März 1943      | Der französische Frachter (in deutschem Dienst) Esterel (3100 BRT) wurde vor Kap San Vito torpediert und versenkt.                                         |